# イオン福岡東ショッピングセンター
イオン福岡東ショッピングセンター（イオンふくおかひがしショッピングセンター）は、福岡県糟屋郡志免町にある、イオングループの一企業であるイオン九州が運営する商業施設。ネットスーパー対応店舗。

## 概要

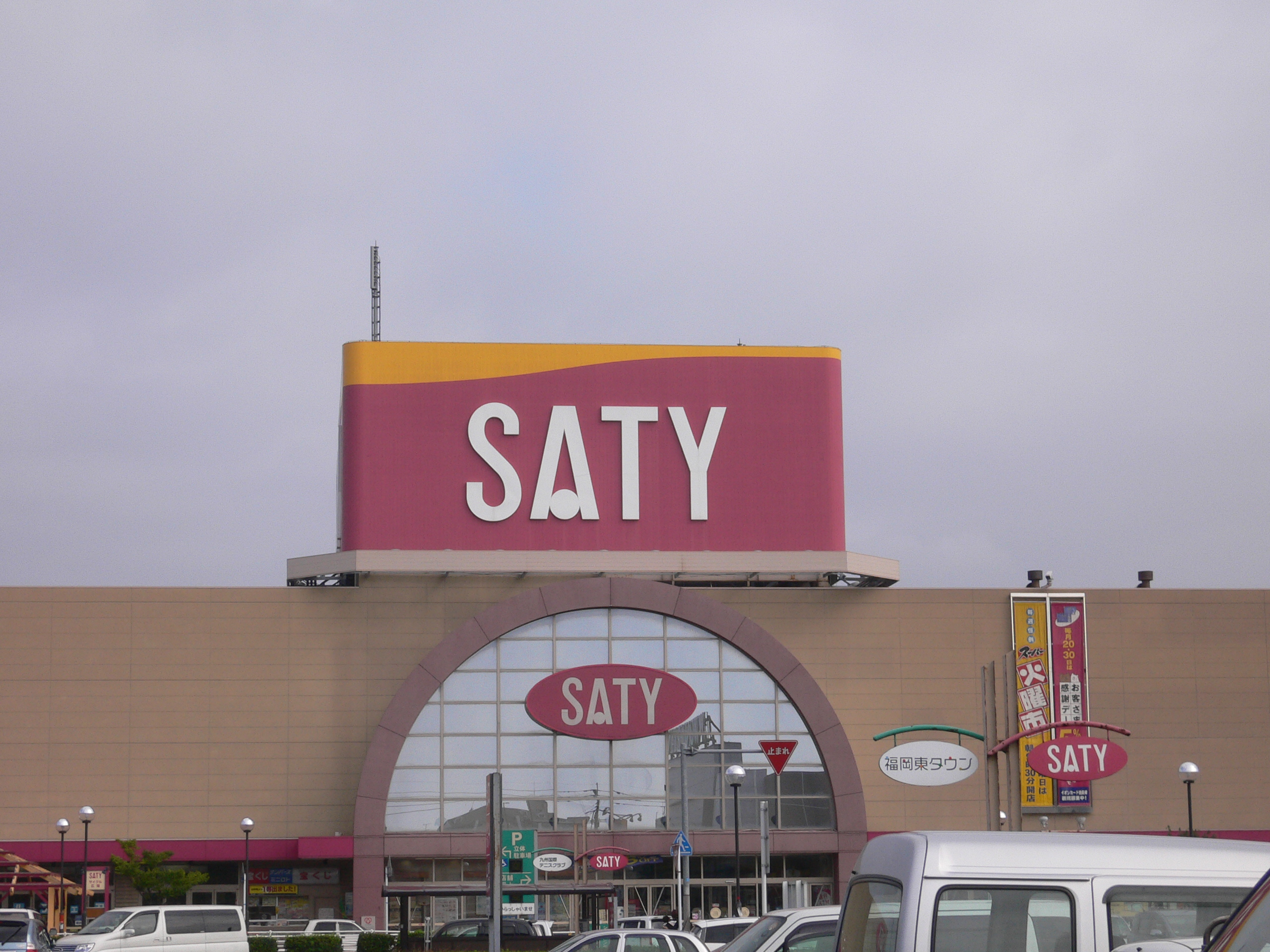
福岡東サティ時代の店舗外観

店舗は地上3階建てで駐車場は1階店舗前と屋上にある。1978年11月開業のニチイ粕屋店（粕屋ショッピングデパート）（粕屋町）跡地を再開発して「福岡東サティ」として開業。
開業したマイカル九州は2001年に経営破綻しており、破綻前最後の新規出店となった。また、九州地区最後のサティ新築であった。その後マイカル九州は2007年にイオン九州に吸収されている。
当初は、隣接地にシネコンの「ワーナー・マイカル・シネマズ福岡東」が併設されていたが、2004年に同じイオングループのダイヤモンドシティ・ルクル（現・イオンモール福岡）が近隣の粕屋町に開業するのに伴い、同SCに「ワーナー・マイカル・シネマズ福岡ルクル」（現・イオンシネマ福岡）として移転した。
2011年3月1日、核店舗の名称を「福岡東サティ」から「イオン福岡東店」に、SC名を「イオン福岡東ショッピングセンター」に変更した。
イオンブランドへの統一に伴う店名変更では当店をイオン福岡東店とし、ルクル内のジャスコ福岡東店をイオン福岡ルクル店に変更することにしたため、本州四国の店舗（イオンリテール・マイカル本社運営分）とは逆の傾向となった。

## 主なテナント
- ハニーズ
- ABCマート
- 武田メガネ
- セリア
- 明林堂書店
- かば田
- 庄屋
- ロッテリア
- ミスタードーナツ
- 西日本シティ銀行イオン福岡東出張所
- カワイ音楽教室
- カーブス

### 閉店
- カメラのキタムラ
- サーティワンアイスクリーム
- 風月堂
- ピエトロ
- 如水庵

## 交通機関
- JR九州福北ゆたか線柚須駅より約800m
- 天神日銀前バス停から西鉄バス31・36系統「釜屋・イオン福岡東前」下車

## 近隣店舗
- ミスターマックス粕屋店（サニー粕屋店→閉店し、ミスターマックス粕屋店）
- トライアル粕屋店
- イオンモール福岡（旧・ダイヤモンドシティ・ルクル→イオンモール福岡ルクル）
  - イオン福岡店（旧・ジャスコ福岡東店→イオン福岡ルクル店）
  - ビブレジーン福岡（旧マイカル店舗、現在はイオンリテール運営、旧福岡東ビブレから転換）
  - イオンシネマ福岡（旧・ワーナー・マイカル・シネマズ福岡ルクル→ワーナー・マイカル・シネマズ福岡、当店舗から移転）
- ザ・ビッグ福岡空港東店（マックスバリュ九州運営）

## 営業時間
- 9:00-22:00（イオン福岡東店直営部分1階）
- 9:00-21:00（イオン福岡東店直営部分2階）